# Pedro Muralha
António Pedro Muralha (Beja, 28 de maio de 1878 — Lisboa, 3 de março de 1946) foi um jornalista, escritor e publicista, ligado ao antigo Partido Socialista Português e ao sindicalismo, que se destacou na preparação e publicação de monografias de carácter corográfico sobre diversos territórios de Portugal e das suas colónias. Foi pai do escritor Sidónio Muralha.

## Biografia
Fixou-se em Lisboa onde se empregou como impressor tipográfico, passando depois a trabalhar como redator. Trabalhou na redação de O Século, onde redigiu artigos centrados nas questões do trabalho e do movimento associativo operário, que lhe trouxeram prestígio.
Colaborou também com o Diário de Notícias e com A Capital. Ligado aos movimentos operários da Primeira República Portuguesa, foi diretor do diário de orientação socialista A Vanguarda (1913-1922), onde desenvolveu violentas campanhas políticas.  Foi diretor e proprietário de outros periódicos, designadamente O socialista (1912-1913) e A semana em Lisboa (1930).
Em 1924 fez um périplo pelas colónias portuguesas de África, tendo visitado a ilha de São Tomé, Angola, Moçambique e a região sul-africana do Rand. As suas impressões de viagem foram reunidas na obra intitulda Terras de África, prefaciado por Ernesto de Vasconcelos e Freire de Andrade.
Já em pleno Estado Novo, fundou e dirigiu o Jornal Meio-Dia (1935-1936) e foi editor e diretor do semanário agrícola Vida Alentejana (1934-1935) e das revistas Portugal Maior e Raça. 
Dedicou-se à escrita e publicação de monografias contendo textos de carácter ensaístico sobre política internacional e descrições corográficas de vários territórios portugueses. Entre as suas obras mais conhecidas contam-se Portugal no Brasil, A Alemanha perante a Europa, A Bélgica Heróica, A Proa de Sagres, Cartilha Colonial,  História da Colonização dos Portugueses na América do Sul, Álbum Alentejano, Memórias, Roteiro Turístico de Leiria e monografias de diversos concelhos. 
Por proposta do Ministro das Colónias, datada de 6 de janeiro de 1926, foi condecorado com grau de oficial da Ordem Militar de Cristo em 27 de maio de 1926.